# 위안리진

위안리 진의 위치

위안리진(한국어: 원리진, 중국어: 苑裡鎮, 병음: Yuànlǐ Zhèn)은 중화민국 먀오리 현의 진이다. 넓이는 68.2473km2이고, 인구는 2015년 8월 기준으로 47,969명이다.

## 지리
위안리 진은 먀오리 현의 남서쪽에 위치하고 동쪽은 화롄 산, 서쪽은 타이완 해협에 접하고 있다. 지역은 위안리 평원이 대부분을 차지하는 평지이고 동쪽, 북쪽은 먀오리 구릉에 접하고 있다.

## 역사
문헌 자료에 의하면 먀오리 현은 명말 청초에 한족에 의한 경제활동이 이미 행해지고 있었다. 정성공 통치 시대에는 북로 천흥현에 속했다는 기록이 있지만 당시에는 원주민이 경제활동의 주체로, 명목적인 통치 기구였다고 생각된다. 강희 연간(1662년 ~ 1722년)이 되면서 이미 연해 지구는 청조의 해금령의 제한하에서 복건성으로부터의 입식자에 의한 개발이 진행되고 있었지만 옹정 연간(1723년 ~ 1735년)에 대만의 광동 출신의 입식자가 주일귀(朱一貴)의 반란 진압에 공적이 있었기 때문에 광동 사람들에게도 이주가 개방된 이후 광동 출신의 입식자가 비약적으로 증가했다. 건륭 연간 (1736년 - 1795년)이 되면 대량의 이민자가 대륙으로부터 유입되어 객가인을 중심으로 개발이 적극적으로 진행되었다. 그 후 일본 통치 시대를 거쳐 1950년의 지방 행정구 개혁에 의해 위안리 향이 설치되어 현재에 이르고 있다.

## 교통
- 타이완 철로관리국 해안선
- 국도 3호선